# Republicanismo popular
El término republicanismo popular ha surgido desde recientes debates académicos en las ciencias sociales, y resulta útil para comprender fenómenos específicos en la historia política del siglo XIX, ya que este el momento en el que se están consolidando los diversos proyectos de Estado-nación, especialmente en América Latina, y por lo tanto, el momento en el que la reflexión sobre los ideales republicanos se hace común. A su vez estos ideales republicanos, en tanto ideas políticas, comienzan a adquirir diferentes sentidos para los diversos sectores de la población. Debido a su utilidad para la comprensión de fenómenos específicos en la historia de las sociedades hispanoamericanas del siglo XIX, los estudios que optan por usar el término republicanismo popular para definir los fenómenos de los que dan cuenta son frecuentemente de carácter local, por lo que es imposible encontrar un caso paradigmático que permita ejemplificar el uso del término. Aunque la definición puede ser usada para explicar algunos fenómenos de la historia global, se ha aplicado especialmente al caso hispanoamericano y a algunos sucesos de la historia del siglo XIX en Colombia, desde perspectivas de historiadores como James Sanders.

## Definición
Según la Stanford Encyclopedia of Philosophy el término Republicanismo, en general, puede tener dos acepciones relacionadas: La primera es la que abarca el pensamiento de autores de la política clásica occidental como Maquiavelo, Montesquieu y Thomas Jefferson cuyas reflexiones tienen en común temas como la importancia de los valores cívicos y de la participación política, los peligros de la corrupción y los beneficios de apegarse a las leyes, en oposición de otros modos de regir la vida social (como la religión). 
La segunda acepción del término republicanismo hace referencia al conjunto de teorías y sistemas de valores surgidos hacia finales del siglo XVIII y comienzos del siglo XIX, y cuyo valor supremo es la libertad política. Aunque el término parece vago, en la tradición republicana la libertad política se entiende como un estado de independencia de cualquier forma de poder “arbitraria”. En el sentido clásico, esta idea de libertad política fue planteada en oposición a formas de poder como la monarquía, por lo que el contexto en el que se suele pensar cuando se habla de republicanismo es en el de la Francia revolucionaria de 1789. Sin embargo, la idea de una independencia de cualquier forma arbitraria de poder varía enormemente según los contextos, ya sea porque varía la forma de poder que se piensa como arbitraria o porque varia la idea misma de independencia.
El nacimiento de los ideales republicanos está hermanado con la llegada de nuevas formas de sociabilidad como los salones, las tertulias, el nacimiento de la prensa y el nacimiento en general de la opinión pública. Así mismo, los ideales republicanos llegan simultáneamente con la renovación de imaginarios y concepciones sobre el ser humano y el mundo, y específicamente la idea de la Ilustración de: “La victoria del individuo como valor supremo y criterio de referencia”. Se ha asumido, por lo tanto, que en el contexto europeo tanto como en el americano, los ideales republicanos tuvieron su génesis en los sectores letrados y privilegiados de la población que a pesar de todo carecían de poder político directo. Así, el republicanismo sería un conjunto de valores y principios políticos producidos desde las élites de la sociedad; enmarcado en el momento en que la burguesía en formación intenta hacerse con el poder político que estaba en manos del monarca y la aristocracia.
Sin embargo, muchos autores en la historiografía contemporánea han calificado la visión anterior como reduccionista. Además, asumir esta explicación no es útil para poder entender casos de insurrecciones campesinas a lo largo del siglo XIX en Hispanoamérica, así como para explicar la participación de sectores indígenas y afrodescendientes tanto en bandos realistas como republicanos durante las guerras de independencia. Argumentar que los sectores subalternos participaron en estos procesos debido a que sufrieron manipulaciones y fueron instrumentalizados por las élites locales significa restarle importancia al poder de participación que tienen estos sectores.
Reconocer la agencia (filosofía), entendida como la capacidad de los individuos de actuar y reaccionar frente a los fenómenos impuestos por el mundo es una tarea importante para las nuevas corrientes de escritura de la historia, especialmente con el objetivo de no reproducir factores de opresión y victimización de los sectores populares. Así se introduce a la definición de republicanismo la palabra popular para hacer referencia a las formas en que las personas que no pertenecían a las élites interpretaron y construyeron su propia búsqueda por establecer un nuevo orden político. Lo que se pretende entender con el republicanismo popular es el modo en el que los sectores subalternos interpretaron las “formas arbitrarias de poder” y reaccionaron contra ellas. En otras palabras, el republicanismo popular hace referencia a las ideas que, desde sectores subalternos, se construyeron de lo que puede significar un estado de libertad política.

## Debates académicos sobre el republicanismo popular
El estudio de los discursos y acciones políticas de los sectores subalternos de las sociedades se enmarca dentro de nuevas formas de pensar y hacer historia, antropología,  sociología y ciencia política; en las que se introduce precisamente el problema de la agencia para entender la manera en que los individuos le dan sentido a sus acciones. Así, han surgido corrientes de análisis como la que el historiador estadounidense James Sanders denomina historia social de lo político, y la historiadora Florencia Mallon denomina historia política desde abajo. Lo que buscan rescatar este tipo de corrientes historiográficas es la contribución de la cultura popular, de los sectores subalternos y marginales a la gran historia política y a la formación de los Estados-nación y de los discursos políticos globales.
Los académicos que optan por estas nuevas corrientes en la historiografía señalan que la historia política tradicional se ha concentrado demasiado en el nivel de los discursos y del análisis de los Estados-nación como entidades o estructuras cuya existencia es independiente de los sujetos. La perspectiva de la “historia social de lo político” lo que busca, entonces, es introducir la agencia de los individuos dentro de la construcción de discursos y apuestas por nuevos órdenes políticos como el Estado nación. La noción de que la política está introducida dentro de la esfera social y, en ese sentido, depende de las acciones e interpretaciones de individuos y colectivos contribuye a la comprensión de la política como un fenómeno múltiple. Así, las nuevas perspectivas para examinar la historia política del siglo XIX permiten ver los valores republicanos como ideas sujetas a múltiples interpretaciones, lejos de ser postulados universales. La idea de una “historia política desde abajo” es introducir los aportes de los sectores subalternos a la construcción de su propia sociedad. En otras palabras, contribuye a considerar las acciones de los sectores subalternos como importantes en la construcción de su propia historia y, en específico, contribuye a ver cómo los sectores subalternos se apropian de las ideas políticas, las cambian y las readaptan, lejos de ser simples receptores pasivos de ideas inmutables y universales.
Como los fenómenos que abordan estas nuevas corrientes académicas escapan de la generalidad y lo que buscan es inscribir la agencia de individuos y colectivos dentro de sus contextos particulares, no hay casos universales que resuman lo que se entiende por republicanismo popular. 

## Republicanismo popular en Colombia

### El caso de Cartagena
Los ideales republicanos que reivindicaban la libertad política y las condiciones de ciudadanía e igualdad tuvieron uno de sus primeros problemas en Hispanoamérica al tener que defender valores como la igualdad en sociedades fuertemente jerarquizadas en términos raciales y étnicos. Se sabe que la sociedad hispanoamericana de principios del siglo XIX estaba organizada por castas en las que la pertenencia al grupo de descendientes de españoles determinaba las posiciones de poder, mientras los descendientes de esclavos africanos tenían las posiciones inferiores en la sociedad. Eso implicó que uno de los primeros debates dados en el siglo XIX en Colombia y el resto de los territorios hispanoamericanos fuera con respecto al estatus de igualdad de las comunidades afro, la abolición de la esclavitud y la adquisición del estatus de ciudadano para los descendientes de esclavos en el continente. Los años de 1810 a 1812 fueron cruciales porque en medio del debate que los criollos americanos daban en las Cortes de Cádiz, buscando una representación igual a la que tenían los peninsulares en la Junta de Gobierno, introdujeron por primera vez la idea de que el estatus de ciudadanía debía ser extendido no sólo a los hijos de españoles nacidos en América, sino también a mestizos, indígenas y pardos. 
La independencia hispanoamericana definitiva estuvo acompañada, casi simultáneamente, por la declaración de libertad de vientres (los hijos de madres esclavas nacían en libertad) y posteriormente por la abolición definitiva de la esclavitud. Algunas interpretaciones historiográficas señalan que estos intentos por defender la armonía racial fueron meras instrumentalizaciones de las élites para promover la participación de los sectores afro dentro de las guerras de independencia a cambio de las promesas de libertad. Sin embargo, a esta interpretación escapan los hechos posteriores que buscaban establecer una armonía entre todos los grupos étnicos, pues en el fondo la cuestión para los criollos era unificar una identidad nacional en un territorio atravesado por fuertes divisiones y conflictos étnicos y raciales. Dicha cuestión, sin embargo, no fue resuelta únicamente por sectores blancos de la sociedad, los afrodescendientes jugaron un papel muy importante en la consolidación de un orden que buscaba, con aciertos y desaciertos, establecer una identidad unificada nacional por encima de las desigualdades raciales.
El caso de la Independencia de Cartagena resulta ilustrativo en ese sentido, en la medida en que permite ver la ambivalencia del discurso de la armonía racial. La independencia de Cartagena estuvo apoyada por los sectores medios-bajos de la población, siendo en su mayoría mestizos y afrodescendientes. Al momento de participar en la lucha por la emancipación, estos sectores estaban realmente convencidos de que el despotismo español estaba asociado con las jerarquías raciales, por lo que la forma arbitraria de poder contra la que estos sectores de la población se rebelaron fue el dominio del español blanco sobre otros grupos étnicos. Aunque para las élites criollas de Cartagena el apoyo de los sectores populares fue fundamental, también implicaba un peligro latente para ellos: Que los sectores afro escaparan de toda forma de control político (situación similar a la que se vivió con la revolución haitiana). Sin embargo es importante resaltar que más que motivados por las élites criollas cartageneras, los mulatos, zambos, pardos y negros que participaron en la Independencia de Cartagena lo hicieron motivados por sus propios líderes locales, también zambos y mulatos que crearon alianzas políticas con las élites. 
Las fuentes primarias hablan de un mulato artesano llamado Pedro Romero, líder en el barrio Getsemaní (el más grande de la ciudad y el más poblado por negros, zambos, mulatos y pardos) al que acudieron los dirigentes de la élite criolla de la ciudad para establecer alianzas políticas que llevaran a los sectores populares a participar de la Independencia.

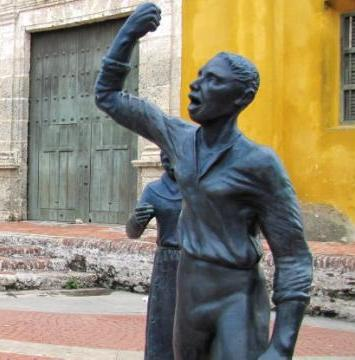
Estatua al artesano mulato Pedro Romero, líder del barrio Getsemaní en Cartagena

Después de la Independencia se establecieron dos organismos paralelos para mantener el gobierno de la población: La Junta Suprema de Gobierno de Cartagena, que monopolizaba el poder político en la élite blanca criolla local, y el Batallón Lanceros de Getsemaní, un grupo de voluntarios patriotas en su mayoría mulatos y negros de dicho barrio preparados para la acción militar en defensa de la ciudad. El historiador Alfonso Múnera señala que la creación de este batallón, al mando del ya mencionado mulato Pedro Romero, es fundamental y poco explorada en la historiografía nacional: “A pesar de que la historiografía ha sido indiferente a este hecho, su significación es de suma importancia: por primera vez en la historia de la plaza fuerte de Cartagena un mulato de origen humilde era puesto al mando de unas fuerzas militares esenciales para la conservación del poder.”
El caso de Pedro Romero y su batallón de Getsemaní, gracias al cual se llevó a cabo y mantuvo la independencia cartagenera, a pesar de su particularidad histórica, no es el único caso en el que un mulato, pardo, zambo o negro logra ocupar un puesto en los gobiernos locales creados después de los procesos independentistas. El Almirante José Prudencio Padilla es quizá el caso más representativo de este tipo de fenómenos. Para 1828, Padilla se había convertido en uno de los hombres más influyentes en Cartagena por dos factores fundamentales: Contaba con comunicación directa con Simón Bolívar y Francisco de Paula Santander (presidente y vicepresidente para el momento) y simultáneamente tenía la capacidad de movilizar a los sectores bajos, mulatos, negros y pardos de la población de Getsemaní. Padilla es ejemplo de los ascensos que implicaron para los sectores mulatos y negros de la población las guerras de Independencia, pero también ejemplifica las tensiones que esos ascensos crearon en el seno de una sociedad cuyos imaginarios aún se mantenían fuertemente influenciados por la existencia de jerarquías raciales. Su decisión de apoyar las políticas liberales de Santander con respecto a las reformas constitucionales por encima de las más centralistas y conservadoras de Bolívar, al considerarlas más beneficiosas para la población mulata de Cartagena, terminaron en su propia muerte en Bogotá, acusado de participar en la conspiración septembrina por la que se buscó dar muerte a Bolívar en 1828.
Cartagena y las zonas allegadas al Caribe Colombiano muestran las formas en que los sectores afrodescendientes de la población, que ocupaban los niveles más bajos de la jerarquía de castas del sistema colonial, aprovecharon las coyunturas del proceso independentista de principios del siglo XIX y llegaron a puestos importantes en los gobiernos locales y nacionales, aunque dicha participación era vista con recelo por parte de las élites al notar que los líderes de origen mulato, pardo o negro tenían gran capacidad de movilización sobre los sectores populares del país.

### El caso del Cauca
La provincia del Cauca en el siglo XIX colombiano era un amplio territorio que reunía miembros de todos los grupos étnicos y con intereses diversos en cuanto a las apuestas políticas por construir. Sus fronteras se consolidaron hacia la década de 1850 con la constitución federal y la formación de la Comisión Corográfica, que también se encargó de forjar una especie de “identidad regional” que identificara al Cauca de los demás departamentos del país. Esta identidad regional estaba fuertemente influenciada por nociones jerarquizadas de clase, raza y género. Antes de esta consolidación de una identidad regional el Cauca recogía un gran número de pobladores pobres, sujetos a las élites blancas dueñas de las grandes haciendas (los modos de producción) y a una pequeña clase media urbana naciente, encargada de la artesanía y el comercio. Los pobladores pobres del Cauca no eran, a pesar de su situación, una masa homogénea; lejos de eso, eran una mezcla de campesinos sin tierra, indígenas y descendientes de esclavos libertos, entre otros, aunque los tres primeros son los grupos sociales que más han sido estudiados por la historiografía. Durante la segunda mitad del siglo XIX cada uno de estos grupos tuvo una forma específica de realizar alianzas con los partidos políticos que se estaban formando, de acuerdo a sus intereses particulares.

#### Los afrodescendientes liberales
Según el historiador James Sanders, después de 1850 la mayoría de las comunidades de negros y mestizos pobres del Cauca se declaraban pertenecientes al Partido Liberal Colombiano. Sin embargo, preguntándose las razones por las cuales este grupo se integraría a un partido formado por los intereses de las élites bogotanas, Sanders encuentra que una de las respuestas posibles radica en el rechazo rotundo a la esclavitud y el miedo al retorno de un régimen similar. Uno de los objetivos principales de las acciones políticas de los mestizos y negros caucanos era el de prevenir el regreso de la esclavitud, propósito al que los ideales del Partido Liberal se podían sumar (aunque por razones diferentes). 
Los ideales republicanos de libertad e igualdad eran, para los negros y mestizos del Cauca, los valores supremos hacia los que debía propender la acción política. Estos valores republicanos eran interpretados alrededor de la esclavitud como la forma de poder arbitraria a superar, así, libertad significaba el no retorno de la situación de esclavitud para ningún ciudadano, y la igualdad significaba no sólo el estatus de libre sino además el tratamiento igual para todos los descendientes de esclavos en el país. La igualdad, en este sentido, lo que busca es superar las jerarquías raciales heredadas del régimen colonial anterior; esta igualdad de derechos implicaba la demanda de estos sectores por el reconocimiento de su estatus de ciudadano.  
Las alianzas estratégicas que los dirigentes del Partido Liberal habían establecido con los sectores negros y mulatos del Cauca en principio encaminadas a garantizar la no-repetición de la esclavitud a cambio del apoyo de las milicias caucanas al bando liberal en las posibles guerras y elecciones, se vieron encaminadas a nuevos debates sobre la ciudadanía y la adquisición de todos los derechos para la población afro del departamento. Pero el valor republicano de la igualdad, para los caucanos, iba aún más allá: Significaba la igualdad en términos sociales. Es decir, el fin de las relaciones de dependencia entre trabajadores y amos, el fin de la dependencia económica que obligaba a los pobres a mantenerse en la marginalidad. Este tercer significado de la igualdad implicaría pronto una reacción de los sectores liberales populares del Cauca contra el tradicional sistema de las haciendas y una demanda por la redistribución de tierras. Este punto implicaría tensiones con la concepción liberal tradicional de la propiedad privada, que le concedía derechos únicos de explotación al dueño de la tierra. Los caucanos rechazaron estas concepciones, radicalizando sus ideas sobre el derecho que tenían a la propiedad de la tierra con base en sus concepciones del trabajo libre. 
La radicalización de las ideas de los caucanos sobre la propiedad de la tierra implicó una ruptura definitiva de las alianzas con las élites rectoras del Partido Liberal para 1870, y la posterior fragmentación de éste en sectores privilegiados que apoyarían el proceso conservador conocido como la Regeneración, mientras las demandas por tierra de los sectores populares del Cauca eran poco escuchadas por quienes antes habían sido sus aliados políticos. Sin embargo, señala el historiador norteamericano James Sanders: “el retiro liberal del compromiso con el pueblo no debe empañar la destreza de los afrocaucanos para acomodar el discurso liberal a sus necesidades, ni su habilidad para negociar con los líderes del Partido Liberal para obtener algún reconocimiento por parte del estado y de la nación […]La fortaleza de los liberales populares del Cauca permitió que la política no fuera simplemente una contienda entre facciones de caballeros seguidos de forma irracional por sus clientes, sino un espacio del que los subalternos pudieron apropiarse y recrear, aun con medios limitados. Aunque los liberales populares perseguían fines propios y específicos, su actividad política, de una manera más general, afectó el curso y la profundidad de la democracia colombiana.” 

#### El conservadurismo indígena
La acción política de los indígenas caucanos estuvo marcada por el deseo de mantener los beneficios que el pasado sistema colonial significó para ellos, específicamente los relacionados con un punto álgido de discusión en la segunda mitad del siglo XIX: Las tierras de resguardo. Los dirigentes liberales, en defensa de la apertura de los mercados y la liberalización de la economía, defendían la reducción de las tierras de resguardos indígenas y la abolición de otras formas de propiedad colectiva de los territorios ya que, en la perspectiva liberal, bloqueaban el progreso que fomentaría la propiedad privada individual. Los indígenas caucanos, entonces, comenzaron a construir una retórica en la que invocaban la autoridad como protectora y a ellos mismos como comunidad en búsqueda de protección, así, se encuentran fragmentos de declaraciones políticas en las que los indígenas caucanos le piden al gobierno de Riosucio escuchar su “voz débil” y actuar “como nuestro protector”. Para el historiador James Sanders, estos pronunciamientos ilustran la forma en la cual los indígenas adaptaron la retórica colonial a las nuevas instituciones republicanas, usando los nuevos lenguajes de derechos y deberes que había introducido la modernidad política en el país. 
Los indígenas caucanos se esforzaron, de hecho, por definirse como ciudadanos ante las autoridades regionales y nacionales y guardar las diferencias que los distanciaban de los “indígenas salvajes” de Tierradentro y las selvas del Caquetá. La salvedad estaba en que, a diferencia de los liberales descendientes de esclavos, los indígenas se esforzaron por defender la diferencia, no la igualdad en términos liberales, como un valor republicano. El temor a la igualdad radica en que es el principio que lleva a los liberales a declarar que las formas de propiedad comunal deben desaparecer. La igualdad, para los indígenas, era una relación que se establecía dentro y con los miembros del resguardo, no con los individuos externos. Los indígenas emplearon el discurso republicano de que el Estado y los ciudadanos establecen deberes compartidos para reclamar la protección estatal. En ese sentido, el principal argumento de los indígenas para declarar que la tierra les pertenecía era la defensa de la tradición: la tierra les pertenecía porque les había pertenecido históricamente. Sanders señala que la catalogación de estos ideales dentro de la categoría de conservadurismo radica, sobre todo, en la apelación constante al pasado y la tradición.

#### Republicanismo del pequeño campesino
La segunda mitad del siglo XIX en Cauca conoció el fenómeno ampliamente conocido como “la colonización antioqueña”. Se trató del proceso por el cual campesinos blancos desposeídos se comienzan a abrir camino a través de la frontera entre el departamento de Antioquia y el departamento del Cauca para establecer nuevos asentamientos. Tal como señala Nancy Appelbawm, este proceso estuvo acompañado por un creciente sentimiento de identidad compartida entre los campesinos, construida en oposición a los demás pobladores del Cauca. Así, los campesinos antioqueños construyen una idea de “raza” que les es propia: Son una raza trabajadora, blanca, mesurada, ahorradora y defensora de los valores morales de civilización y progreso; en oposición a la raza caucana desmejorada, mezclada con esclavos libertos, dada a los placeres carnales y perezosa. Ésta identidad regional que establece lazos de unión entre todos los campesinos pobres migrantes se convirtió en el lugar desde el cual esta comunidad defiende sus intereses políticos particulares.
El ideal republicano más frecuente en las demandas de los colonizadores es la libertad, la libertad para el antioqueño (siempre definido en términos masculinos y patriarcales) mantener la independencia y la libertad de la familia que encabezaba significaba, en primer lugar, la posesión de tierras. Así, el interés político de la comunidad de campesinos antioqueños en el Cauca era, principalmente, defender su derecho a poseer la tierra de la cual se habían apropiado a través de los procesos de trabajo y migración. Este derecho a la posesión estaba justificado, entonces, en la ética del trabajo propia de la modernidad política. Su demanda, sin embargo se extendía más allá, pidiendo también independencia de los estados caucanos y autonomía para tomar sus propias decisiones como comunidad (una comunidad que se había construido a partir de la creación de diferencias raciales entre antioqueños y caucanos). Los colonizadores señalaban: “Nosotros somos antioqueños que hemos migrado de ese estado en búsqueda de la libertad que tan injustamente se le niega a los trabajadores pobres”.
Los campesinos defendían también los ideales de igualdad y fraternidad en la medida en que señalaban que sus demandas por tierra no eran una demanda individual, sino pensada en el sustento de sus familias y de los grupos de pares con los cuales habían llevado a cabo el asentamiento. De este modo, las ideas de libertad e igualdad estaban respaldadas en el sentimiento de comunidad que se había forjado en torno a la “raza de la colonización antioqueña”. El caso de los campesinos antioqueños resulta interesante porque tuvieron nexos tanto con los miembros del Partido liberal como con los del Partido conservador, pues compartían ideas con ambos bandos políticos. Se encontraron cerca a los liberales en la defensa de la ética del trabajo y la idealización de la libertad como valor que debía identificar a todos los ciudadanos, así como en su concepción sobre la propiedad más privada, aunque no individual, de la tierra (esta concepción sirvió para solventar conflictos entre los indígenas conservadores caucanos y los colonizadores antioqueños, que se enfrentaban por la posesión de tierras). Sin embargo, los campesinos encontraron en el conservadurismo la posibilidad de defender las instituciones de la familia y la religión, siendo ambos factores que los habían unido como comunidad regional. Así, dependiendo de los intereses políticos coyunturales, los colonizadores antioqueños estuvieron afiliados a uno u otro bando dependiendo de los ideales de su propia interpretación de republicanismo que buscaban defender.

## La contraparte del republicanismo popular
La participación política de los sectores subalternos no se ha dado únicamente en el marco del apoyo a los ideales republicanos. Hay muchos casos en los que los intereses políticos de los sectores populares se ven más cercanos a otras formas de gobierno que a la republicana moderna. En las guerras de independencia, por ejemplo, los sectores populares no se identificaron únicamente con los bandos que defendían la república moderna. Es reconocido el caso de los indígenas de la provincia de Pasto que participaron en las luchas de independencia, pero del bando realista de la población. Así, si hemos hablado de un republicanismo popular también se debe hablar de un Realismo Popular, para comprender los movimientos en apoyo a la continuación de un sistema monárquico en los territorios hispanoamericanos. 
El caso de los indígenas de Pasto y las múltiples movilizaciones contra republicanas dadas en esa provincia en la segunda década del siglo XIX son ejemplo de acciones que, lejos de representar una mera movilización instrumental de los sectores populares, dan idea de la autonomía política de estos sectores y su propia capacidad de movilización. Uno de los elementos centrales que el movimiento indígena se dedicaba a defender era el de los resguardos y las tierras comunales, instituciones heredadas del régimen colonial que garantizaban a las comunidades indígenas una ventaja: La protección de su derecho a la tierra. Las ideas republicanas, en ese sentido, eran concebidas como una amenaza en la medida en que muchas abogaban por la liberalización de la propiedad de la tierra. No es de extrañar, entonces, que los indígenas de lo que entonces era la provincia de Pasto se embarcaran en la lucha por defender las ventajas que para ellos implicaba mantener una relación con España: “Las tierras de los resguardos constituyeron la piedra angular de las comunidades indígenas de la Colonia tardía y la defensa de su integridad, la principal manifestación de sus actuaciones políticas.”